# 蓬皮尼昂
蓬皮尼昂（法語：Pompignan，法語發音：[pɔ̃piɲɑ̃]）是法国奥克西塔尼大区塔恩-加龙省的一个市镇，属于蒙托邦区。

## 地理
蓬皮尼昂（43°49'1"N, 1°18'45"E）面积12.17 平方千米，位于法国奧克西塔尼大區塔恩-加龙省，该省份为法国西南部内陆省份，北起顺时针与洛特省、阿韦龙省、塔恩省、上加龙省、热尔省和洛特-加龙省接壤。
与蓬皮尼昂接壤的市镇（或旧市镇、城区）包括：卡斯泰尔诺-代斯特雷特丰、弗龙通、圣吕斯蒂斯、格里索勒。

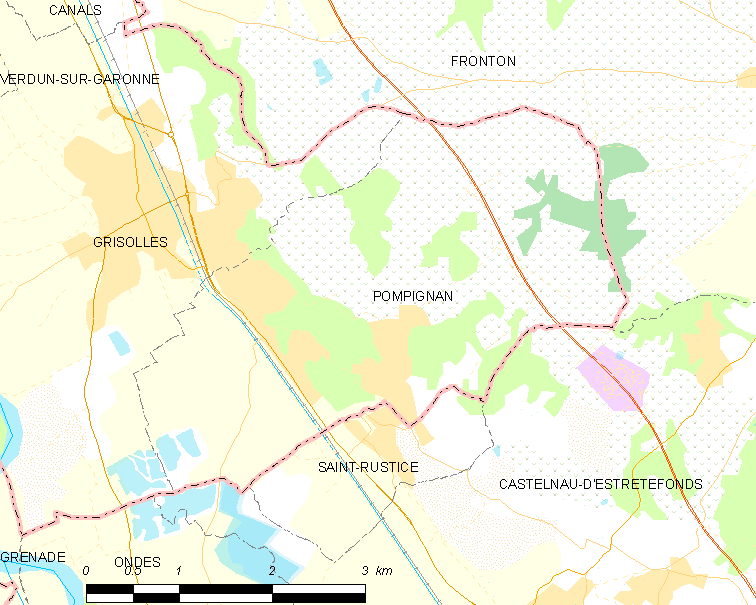
蓬皮尼昂的OSM定位图

蓬皮尼昂的时区为UTC+01:00、UTC+02:00（夏令时）。

## 图集

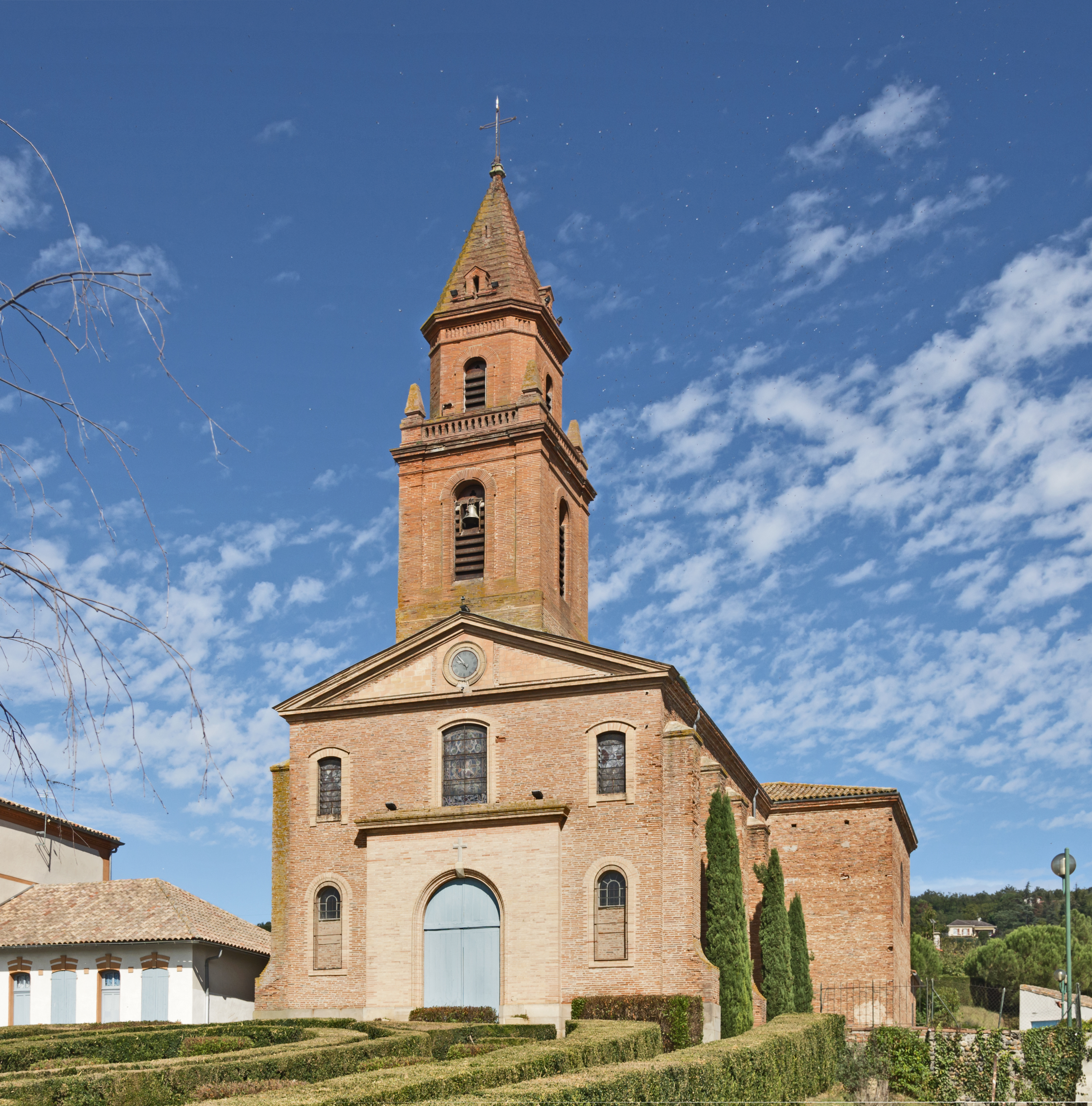
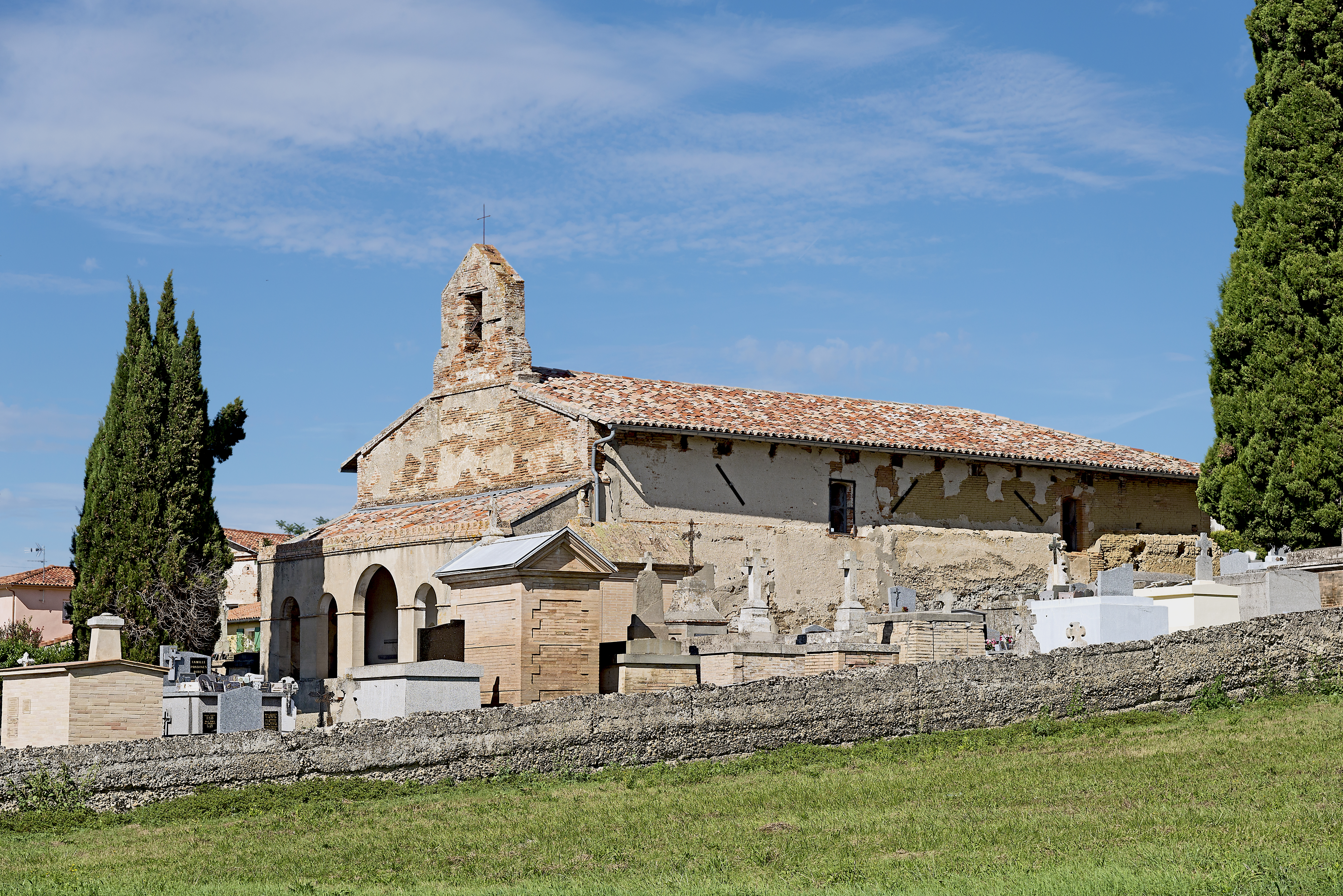
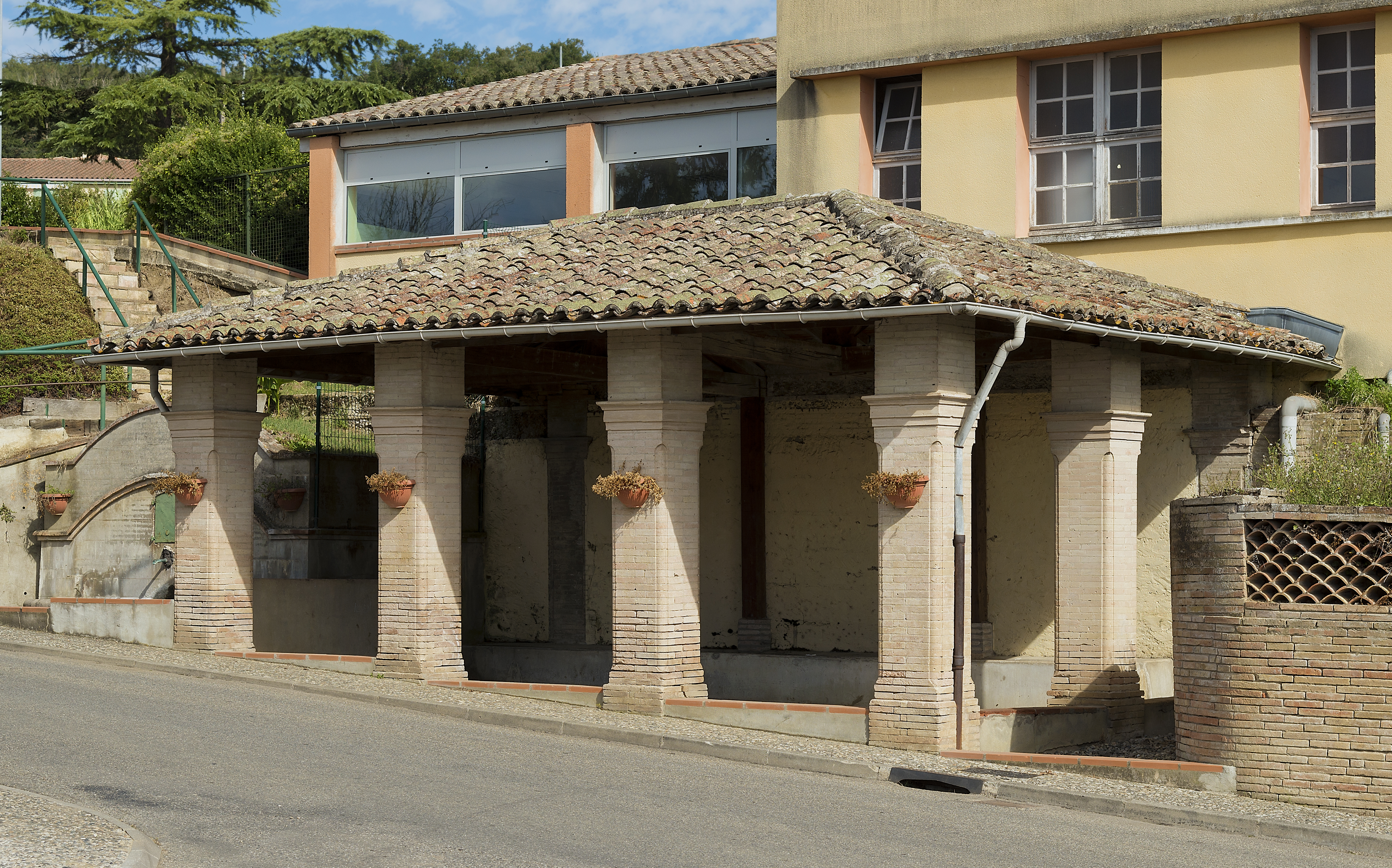

## 行政
蓬皮尼昂的邮政编码为82170，INSEE市镇编码为82142。

## 政治
蓬皮尼昂所属的省级选区为加龙河畔凡尔登县。

## 人口

1962-2008年间蓬皮尼昂人口变化图示

蓬皮尼昂于2022年1月1日时的人口数量为1810人。